# Spelobia mexicana
Spelobia mexicana är en tvåvingeart som beskrevs av Marshall 1985. Spelobia mexicana ingår i släktet Spelobia och familjen hoppflugor. Inga underarter finns listade i Catalogue of Life.